# James Douglas, 3. Earl of Morton

Wappen des Earl of Morton

James Douglas, 3. Earl of Morton (* vor 1495; † Dezember 1548) war ein schottischer Adliger aus der Familie Douglas.
James Douglas war ein Sohn von John Douglas, 2. Earl of Morton und dessen Gemahlin Janet Crichton. Beim Tod seines Vaters, 1513, beerbte er diesen als 3. Earl of Morton 1513. Spätestens 1507 heiratete er Katherine Stewart (um 1494–um 1554), eine uneheliche Tochter des schottischen Königs Jakob IV. aus dessen Verbindung mit Marion Boyd.
Da der Earl nur Töchter hatte, ging das Earldom Morton 1553 an seinen Schwiegersohn James Douglas of Pittendreich über.
Die Töchter des 3. Earl of Morton waren:
- Margaret (um 1510–1579), ⚭ 1532 James Hamilton, 2. Earl of Arran
- Beatrix († nach 1583), ⚭ 1530 Robert Maxwell, 5. Lord Maxwell
- Elizabeth, ⚭ 1543 James Douglas of Pittendreich, der seinem Schwiegervater als 4. Earl of Morton nachfolgte.